# Rod Lurie
Rod Lurie (Israele, 15 maggio 1962) è un regista, sceneggiatore e produttore cinematografico israeliano naturalizzato statunitense, con un passato da critico cinematografico.

## Biografia
Figlio del fumettista e giornalista Ranan Lurie, è nato in Israele, ma si trasferì negli Stati Uniti in giovane età, crescendo a Greenwich, Connecticut, e Honolulu, Hawaii. Si laurea presso l'Accademia Militare degli Stati Uniti a West Point nel 1984, prestando servizio nell'esercito degli Stati Uniti in qualità di ufficiale della Air Defense Artillery. 
Abbandonate le armi, inizia l'attività di giornalista di spettacolo, collaborando con varie emittenti televisive e con testate giornalistiche, come Daily News e Entertainment Weekly e per alcuni show radiofonici per le emittenti KMPC e KABC. Nel 1995 ha pubblicato un libro intitolato Once Upon a Time in... Hollywood: Moviemaking, Con Games, and Murder in Glitter City.

## Carriera
Inizia l'attività di sceneggiatore e regista verso la fine degli anni novanta, prima dirigendo il cortometraggio Second Delay poi con il lungometraggio Deterrence - Minaccia nucleare, con Kevin Pollak e Timothy Hutton.
Scrive e dirige il suo secondo film nel 2000, la pellicola, intitolata The Contender, vanta un cast che comprende Gary Oldman, Joan Allen, Jeff Bridges e Christian Slater. 
Nel 2001 dirige Il castello, thriller d'azione con Robert Redford. Successivamente inizia a lavorare per la televisione, prima come creatore della serie televisiva Line of Fire, che racconta le geste di un ufficio dell'FBI di Richmond, Virginia, e successivamente come sceneggiatore e regista di alcuni episodi della serie TV Una donna alla Casa Bianca.
Nel 2007 torna al cinema, dirigendo il dramma sportivo La rivincita del campione con Samuel L. Jackson e Josh Hartnett, mentre nel 2008 scrive e dirige Una sola verità, che racconta le gesta una reporter (interpretata da Kate Beckinsale) che, dopo aver realizzato uno scoop su uno scandalo governativo svelando il nome di un agente della CIA sotto copertura rifiuta di rivelare la fonte dell'informazione per difendere la propria deontologia professionale.
Nel 2011 dirige Straw Dogs, remake del film di Sam Peckinpah del 1971, Cane di paglia.
Nel 2020 dirige il film di guerra, The Outpost, basato sulla storia della battaglia di Kamdesh durante la guerra in Afghanistan. Il film ha ricevuto recensioni molto positive, con elogi significativi per le sequenze di battaglia e le rappresentazioni dei soldati.

## Vita privata
Lurie vive a Los Angeles con sua moglie, l'autrice Kyra Davis e il figliastro. Ha due figli, Hunter e Paige. Hunter è morto il 2 luglio 2018, all'età di 27 anni, per un arresto cardiaco.

## Filmografia

### Regista
- 4 Second Delay (1998) - cortometraggio
- Deterrence - Minaccia nucleare (Deterrence) (1999)
- The Contender (2000)
- Il castello (The Last Castle) (2001)
- The Nazi (2002) - cortometraggio
- La rivincita del campione (Resurrecting the Champ) (2007)
- I'm Paige Wilson (2007) - film TV
- Speechless (2008) - documentario
- Una sola verità (Nothing But the Truth) (2008)
- Straw Dogs (2011)
- Monsters of God (2017) - film TV
- The Outpost (2020)

### Produttore
- Scene da un crimine (Scenes of the Crime), regia di Dominique Forma (2001)
- La rivincita del campione (Resurrecting the Champ), regia di Rod Lurie (2007)
- Una sola verità (Nothing But the Truth), regia di Rod Lurie (2008)
- Boston Streets (What Doesn't Kill You), regia di Brian Goodman (2008)

### Attore
- La rivincita del campione (Resurrecting the Champ), regia di Rod Lurie (2007)